# Colégio Santo Antônio Maria Zaccaria

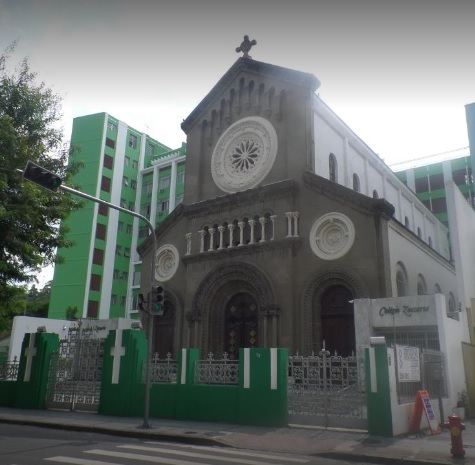
Fachada do Colégio Santo Antônio Maria Zaccaria

O Colégio Santo Antônio Maria Zaccaria, mais conhecido como Colégio Zaccaria, é uma instituição privada brasileira, de ensinos fundamental e médio, católica, administrada pela Ordem dos Padres Barnabitas. Localiza-se no bairro do Catete, na cidade do Rio de Janeiro. É um dos colégios mais tradicionais da cidade, tendo completado 106 anos de existência em 2015. Anexo ao colégio, se localiza o Santuário Nossa Senhora Mãe da Divina Providência.

## História
Foi fundado pelos padres barnabitas no dia 15 de março de 1909 com uma turma de oito alunos em casa na Rua Senador Vergueiro, 107, no bairro do Flamengo. Em 31 de janeiro de 1911, houve a transferência para o endereço atual. Os programas do colégio foram adaptados aos do Colégio Pedro II (considerado colégio oficial) em 1916.

## Ex-alunos notáveis
- Andréa Sorvetão, ex-Paquita, apresentadora, atriz e empresária.
- Augusto César de Oliveira Morgado, renomado professor de matemática (professor do colégio por mais 30 anos).
- Chagas Freitas, jornalista, político e governador da Guanabara e do Estado do Rio de Janeiro.
- Chico Anísio, humorista, ator, comentarista, compositor, diretor de cinema, escritor, pintor, radialista e roteirista.
- Daniel Aarão Reis Filho, historiador brasileiro da Universidade Federal Fluminense.
- Guilherme Gomes Lund,[4] militante brasileiro pelo Partido Comunista do Brasil e morto na área do Araguaia pela Ditadura Militar.
- Lulu Santos, cantor, compositor e guitarrista.
- Oscar Niemeyer,[5] arquiteto brasileiro de renome internacional.
- Alcino Ferreira Câmara Neto,professor titular da UFRJ,por vezes decano da universidade e autor de vários livros de economia entre eles se destaca conta de juros grande & favela.
- Aloysio de Oliveira, produtor musical, cantor, compositor, dublador, músico e locutor brasileiro, integrante do conjunto musical Bando da Lua, principalmente conhecido por se apresentar com Carmem Miranda. [6][7]
- Octavio de Faria, escritor, membro da Academia Brasileira de Letras, autor da Tragédia Burguesa (obra em 15 volumes).

## Reitores
- Pe. Vicente Adamo, ?-1968-?
- Pe. Roberto Lobo da Rocha, ? - 2003
- Pe. Sebastião Noronha Cintra, 2003 - 2006
- Pe. Paulo de Tarso, 2006 - 2024
- Pe. André Patrick Maria, B. 2024 - atual

## Hino ao Colégio Zaccaria
Começou muito humilde,
Através dos anos evoluiu,
Com afeto e perseverança,
Uma comunidade construiu.
Na estrada de sua vida,
Já formou vários cidadãos,
Sem diferença de raça,
Tratou todos como irmãos.
ESTRIBILHO
O Colégio Zaccaria
Prega o amor e a harmonia,
Para ensinar a viver,
Sua arma é o saber.
Por todos esses anos,
Viemos agradecer,
Filhos do Zaccaria,
Nos orgulhamos de ser.
Nos ensina no presente,
Preparando-nos para o futuro,
Este nosso Colégio querido
Num caminhar certo e seguro.
ESTRIBILHO
O Colégio Zaccaria
Prega o amor e a harmonia,
Para ensinar a viver,
Sua arma é o saber.
Letra:
Anelise Assumpção Caldeira
Lucia Maldonado C. da Silva
Marcia dos Guimarães Santos
Música:
André Gustavo de Araujo
Maia Pinnola